# Mathias Oyewusi
Mathias Oyewusi, né le 2 février 1999 a Jos au Nigeria est un footballeur nigérian jouant au poste d'attaquant au Valenciennes FC.

## Biographie
Oyewusi rejoint une académie de foot à Lagos à l'âge dix-sept ans. Après plusieurs tests en Italie, il signe finalement en Slovénie en 2018 dans le club du NK Ankaran en deuxième division.
Il signe la saison suivante au ND Bilje également en deuxième division, puis au ND Gorica en 2020 où il découvre la première division slovène mais le club termine dernier et relégué. 
En janvier 2022, il se fait repérer par le club lituanien du FK Žalgiris Vilnius où il se démarque très vite en finissant meilleur buteur du championnat de Lituanie de football en 2023 après avoir terminé champion de Lituanie lors de sa première saison.
Au mercato hivernal de 2024, le Valenciennes FC annonce l'arrivée de l'attaquant nigérian en Ligue 2. En fin de saison, le club est rétrogradé en National.

## Palmarès
Il est champion de Lituanie en 2022 et vice champion en 2023 avec le FK Žalgiris Vilnius.
Toujours sous les couleurs du FK Žalgiris Vilnius, il remporte la Coupe de Lituanie en 2022 et la Supercoupe de Lituanie en 2023 dont il est également finaliste en 2022.

### Distinctions individuelles
Il est meilleur buteur du championnat de Lituanie en 2023 sous les couleurs du FK Žalgiris Vilnius.